# Edvinas Krungolcas
Edvinas Krungolcas (Vilnius, 21 gennaio 1973) è un pentatleta lituano.

## Palmarès
In carriera ha conseguito i seguenti risultati:
- Giochi olimpici:

Pechino 2008: argento nel pentathlon moderno individuale.
- Mondiali:

Città del Messico 1998: argento nel pentathlon moderno staffetta a squadre.
Budapest 1999: argento nel pentathlon moderno a squadre.
Millfield 2001: argento nel pentathlon moderno a squadre.
San Francisco 2002: argento nel pentathlon moderno staffetta a squadre e bronzo a squadre.
Città del Guatemala 2006: oro nel pentathlon moderno individuale ed a squadre.
Budapest 2008: argento nel pentathlon moderno staffetta a squadre.
Londra 2009: bronzo nel pentathlon moderno a squadre.
- Europei

Uppsala 1998: argento nel pentathlon moderno staffetta a squadre e bronzo individuale.
Sofia 2001: argento nel pentathlon moderno staffetta a squadre ed individuale.
Usti nad Labem 2002: oro nel pentathlon moderno staffetta a squadre ed argento a squadre.
Usti nad Labem 2003: oro nel pentathlon moderno individuale.
Albena 2004: oro nel pentathlon moderno individuale.
Montepulciano 2005: oro nel pentathlon moderno individuale.
Riga 2007: argento nel pentathlon moderno staffetta a squadre.
Mosca 2008: argento nel pentathlon moderno staffetta a squadre.
Lipsia 2009: oro nel pentathlon moderno a squadre e staffetta a squadre.